# Philodromus medius
Philodromus medius este o specie de păianjeni din genul Philodromus, familia Philodromidae, descrisă de O. P.-cambridge în anul 1872. Conform Catalogue of Life specia Philodromus medius nu are subspecii cunoscute.